# 세계유산을 위한 위키백과

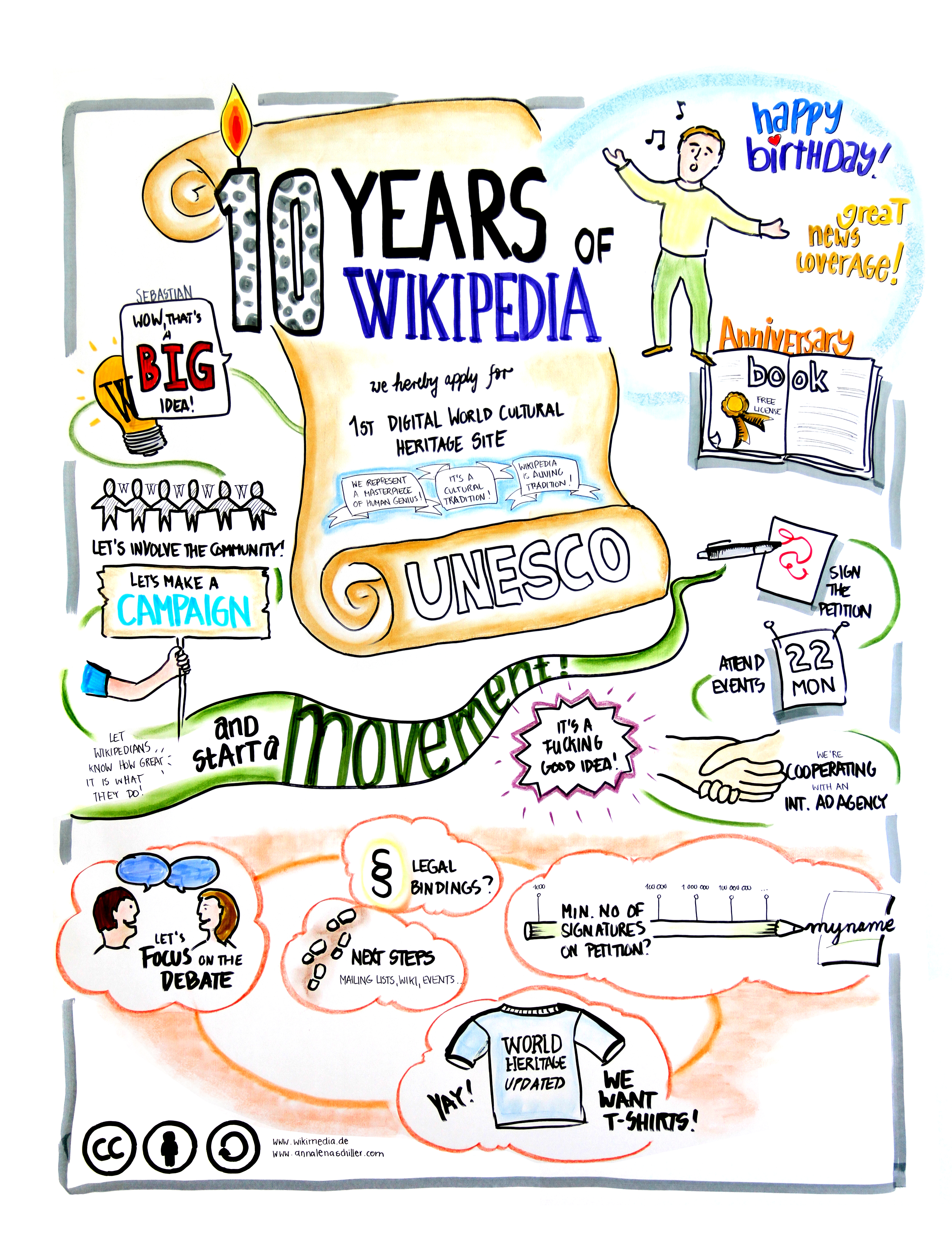
2011년 위키미디어 콘퍼런스 베를린에서 위키백과 지지를 시각적으로 표현한 것

세계유산을 위한 위키백과(Wikipedia for World Heritage)는 위키백과를 유네스코 세계문화유산으로 등재하기 위한 노력이다. 이 아이디어는 원래 베를린에서 열린 2011년 위키미디어 회의에서 위키미디어 재단에 의해 위키미디어 지부에 제안되었다. 2011년 5월 23일 독일 위키백과에서 온라인 청원이 시작되었다. 이 입찰은 디지털 엔터티로서는 최초의 것으로 간주되며 특히 보수적인 목록 유지자들과 논란이 될 것으로 예상된다.
지미 웨일스는 "기본 아이디어는 위키백과가 수십만 명의 삶을 변화시킨 놀라운 글로벌 문화 현상임을 인식하는 것"이라고 말했다.
위키백과가 세계유산에 등재되지 않고 유네스코가 대부분의 기준을 충족하지 못해 신청을 거부한다는 가정 하에 유네스코 무형문화유산 목록에 신청하자는 제안이 나왔다.